# 岡野洵
岡野 洵（おかの じゅん、1997年12月9日 - ）は、千葉県千葉市花見川区出身のプロサッカー選手。Jリーグ・V・ファーレン長崎所属。ポジションはディフェンダー。マネジメント会社はエロエ。

## 来歴

### プロ入り前
中学生時よりジェフユナイテッド千葉U-15に加入し、後にU-18でもプレー。U-18の同期には辻周吾や氣田亮真らがいる。2014年9月、16歳で2種登録選手としてトップチームに選手登録された。

### プロ入り後
2016年より、ジェフユナイテッド千葉トップチームへ加入。同年、J2第36節松本山雅FC戦の試合前夜に急きょ登録メンバーに招集されると、前半42分に先発のDF若狭大志が退場処分となった事により、同44分に井出遥也との交代でプロ初出場を果たした。以後はシーズン終了までの6試合連続で先発に抜擢された。
指揮官がフアン・エスナイデルに交代した2017年は序盤は出場機会を掴めずにいたが、5月13日のV・ファーレン長崎戦で同シーズン初先発初出場を果たすと、必死にプレーを続け無失点での勝利に貢献した。以降は先発を確保し、5月27日の愛媛FC戦への出場によってA契約条件を満たすなど7試合連続で先発出場を続けたが、翌節でサブメンバーに回って以降は出場機会が減少。通年でリーグ戦11試合の出場に留まった。
2018年7月26日、大分トリニータに期限付き移籍。2019年も期限付き移籍期間を延長し大分に残留した。
2020年、千葉に復帰。
2022年より、FC町田ゼルビアに完全移籍。
2023年より、V・ファーレン長崎に完全移籍。

### 日本代表
2015年のU-18日本代表イングランド遠征メンバーにディフェンダーとして柳貴博、森下怜哉、浦田樹、長谷川巧、松坂暖、舩木翔らとともに選ばれた。2017年11月30日、タイ遠征に臨むU-20日本代表に選出された。

## 所属クラブ
- ジェフユナイテッド市原・千葉U-15（千葉市立こてはし台中学校）
- ジェフユナイテッド市原・千葉U-18（千葉経済大学付属高校）
- 2016年 - 2021年  ジェフユナイテッド市原・千葉
  - 2018年7月 - 2019年  大分トリニータ（期限付き移籍）
- 2022年 FC町田ゼルビア
- 2023年 - V・ファーレン長崎

## 個人成績
| 国内大会個人成績 | 国内大会個人成績 | 国内大会個人成績 | 国内大会個人成績 | 国内大会個人成績 | 国内大会個人成績 | 国内大会個人成績 | 国内大会個人成績 | 国内大会個人成績 | 国内大会個人成績 | 国内大会個人成績 | 国内大会個人成績 |
| 年度             | クラブ           | 背番号           | リーグ           | リーグ戦         | リーグ戦         | リーグ杯         | リーグ杯         | オープン杯       | オープン杯       | 期間通算         | 期間通算         |
| 年度             | クラブ           | 背番号           | リーグ           | 出場             | 得点             | 出場             | 得点             | 出場             | 得点             | 出場             | 得点             |
| 日本             | 日本             | 日本             | 日本             | リーグ戦         | リーグ戦         | リーグ杯         | リーグ杯         | 天皇杯           | 天皇杯           | 期間通算         | 期間通算         |
| ---------------- | ---------------- | ---------------- | ---------------- | ---------------- | ---------------- | ---------------- | ---------------- | ---------------- | ---------------- | ---------------- | ---------------- |
| 2016             | 千葉             | 26               | J2               | 7                | 0                | -                | -                | 0                | 0                | 7                | 0                |
| 2017             | 千葉             | 26               | J2               | 11               | 0                | -                | -                | 1                | 0                | 12               | 0                |
| 2018             | 千葉             | 26               | J2               | 4                | 0                | -                | -                | 1                | 0                | 5                | 0                |
| 2018             | 大分             | 16               | J2               | 6                | 0                | -                | -                | -                | -                | 6                | 0                |
| 2019             | 大分             | 16               | J1               | 4                | 0                | 6                | 0                | 1                | 0                | 11               | 0                |
| 2020             | 千葉             | 3                | J2               | 10               | 0                | -                | -                | -                | -                | 10               | 0                |
| 2021             | 千葉             | 3                | J2               | 26               | 0                | -                | -                | 1                | 0                | 27               | 0                |
| 2022             | 町田             | 24               | J2               | 20               | 1                | -                | -                | 1                | 1                | 21               | 2                |
| 2023             | 長崎             | 3                | J2               | 23               | 0                | -                | -                | 1                | 0                | 24               | 0                |
| 2024             | 長崎             | 3                | J2               | 2                | 0                | 1                | 0                | 0                | 0                | 3                | 0                |
| 2025             | 長崎             | 15               | J2               |                  |                  |                  |                  |                  |                  |                  |                  |
| 通算             | 日本             | 日本             | J1               | 4                | 0                | 6                | 0                | 1                | 0                | 11               | 0                |
| 通算             | 日本             | 日本             | J2               | 109              | 1                | 1                | 0                | 5                | 1                | 115              | 2                |
| 総通算           | 総通算           | 総通算           | 総通算           | 113              | 1                | 7                | 0                | 6                | 1                | 126              | 2                |

※2014年 - 2015年（2種登録）は出場なし
出場歴
- Jリーグ初出場 - 2016年10月16日 第36節 松本山雅FC戦（フクダ電子アリーナ）
- Jリーグ初得点 - 2022年10月23日 第42節 アルビレックス新潟戦（デンカビッグスワンスタジアム）

## 代表歴
- U-18日本代表
  - 長安フォードカップ（2015年）
  - 韓国遠征（2015年）
  - イングランド遠征（2015年）
- U-20日本代表
  - M-150カップ（2017年）